# 伊瀬茉莉也
伊瀬 茉莉也（いせ まりや、1988年9月25日 - ）は、日本の声優、女優。アクロス エンタテインメント所属。神奈川県横浜市出身。
主な出演作は『Yes!プリキュア5』（春日野うらら / キュアレモネード）、『HUNTER×HUNTER（第2作）』（キルア＝ゾルディック）、『TIGER & BUNNY』（ドラゴンキッド / ホァン・パオリン）、『ベン・トー』（槍水仙）、『ポケットモンスター XY』（ユリーカ）、『メイドインアビス』（レグ）など。

## 来歴

### デビュー前
1997年、小学3年生の時に映画館で観た『もののけ姫』に感銘を受け、人を感動させられる作品に関わりたいとの思いを抱く。
当初は、監督業に憧れ色んな作品を見るようになる。
アニメ『HUNTER×HUNTER』のミュージカルを鑑賞した際、会場で出会ったプロデューサーに声をかけ「声優になりたい」という想いをぶつけた。これがきっかけで三ツ矢雄二主宰の養成所ミツヤプロジェクトを紹介され、入所することとなる。声優が演じるミュージカルを鑑賞した際に、「声優さんというのは、声でお芝居をするだけではなくて、舞台に立ったり歌を歌ったりと、幅広い仕事ができておもしろそうだな」とふと思ったことがきっかけとなったと語っている。当時、両親に養成所へ通うことを説得するため、入学金を小学生の頃から貯金していたお年玉から支払うことや、養成所までの遠距離を自力で通い詰めることなどをした。

### デビュー後
2004年『愛してるぜベイベ★★』で、声優デビュー。なお、声優になるきっかけとなった『HUNTER×HUNTER』については後に、日本テレビ版で出演が実現した。高校3年生（17歳）の時、歴代最年少で『Yes! プリキュア5』春日野うらら/キュアレモネード役に抜擢。
桐朋学園芸術短期大学卒業。
2009年10月1日、所属事務所をブリングアップからアクロス エンタテインメントに移籍。
2015年4月4日、同年1月に結婚し妊娠中であることを報告。同年9月1日、第1子となる男児を出産したことを報告した。
2022年8月12日に離婚を発表。男児の親権は伊瀬が持つ。
自身の誕生日である2023年9月25日に初の写真集を発売予定。声優デビュー20周年を目前としたタイミングでの発行となる。

## 人物・エピソード
尊敬する声優に『Yes!プリキュア5』の共演で親交を深めた三瓶由布子の名前を挙げている。一人っ子である。好物はマンゴー。
声優を目指すきっかけとなった『HUNTER×HUNTER』のミュージカルのプロデューサーについて、『蟲師』や『エア・ギア』といった彼がプロデューサーを務める作品での出演を果たしている。
『機動戦士ガンダムUC』でロニ・ガーベイ役を演じる際、役柄のイメージに近付けるため、アフレコ前日にタオルを口に当て大声を出し、声を嗄らしてから現場へ向かった。アフレコ中、何十回とセリフを叫び続けてるうちに、役柄の壮絶な宿命とシンクロして精神的に追い詰められ今までにない感覚に陥ったと池田秀一との対談で語っている。

## 休業中の代役
伊瀬の妊娠・出産による休業中に、代役を務めた人物は以下の通り。
| 後任       | 役名                                     | 作品                      | 後任の初出演                           | 復帰時期                          |
| ---------- | ---------------------------------------- | ------------------------- | -------------------------------------- | --------------------------------- |
| 橋本ちなみ | ラウラ・S・アルゼイド                    | 『英雄伝説 閃の軌跡』     | 『みんな集まれ!ファルコム学園SC』第1話 | 第10話                            |
| かないみか | ユリーカ                                 | 『ポケットモンスター XY』 | 第87話                                 | 『ポケットモンスターXY&Z』第101話 |
| 葉山いくみ | レビィ・マグガーデン、ロメオ・コンボルト | 『FAIRY TAIL』            | 第249話                                | 第254話                           |

『みんな集まれ！ファルコム学園SC』はDVDでは橋本の代役分も含め、伊瀬による再収録が行われている。

## 出演
太字はメインキャラクター。

### テレビアニメ
2004年
- 愛してるぜベイベ★★（あゆみの友人）

2005年
- おねがいマイメロディ（2005年-2007年、 加納優香） - 3シリーズ
- シュガシュガルーン（ナナコ・ウォルシュ、女子生徒）
- 蟲師（五百蔵廉子）

2006年
- エア・ギア（野山野林檎）
- スクールランブル 二学期（俵屋さつき）
- ふたりはプリキュア Splash Star（山口真里）
- ルパン三世 セブンデイズ・ラプソディ（ミシェル）

2007年
- アイシールド21（熊袋リコ）
- Yes!プリキュア5（2007年 - 2009年、春日野うらら / キュアレモネード） - 2シリーズ
- 桃華月憚（守東桃香）

2008年
- おじゃる丸（女子高生、森子）
- GUNSLINGER GIRL -IL TEATRINO-（ベアトリーチェ）
- 地獄少女 シリーズ（2008年 - 2017年、江上そら） - 2シリーズ
- ポルフィの長い旅（アレッシア）
- まかでみ・WAっしょい!（タナロット・アンサーティン）

2009年
- うみものがたり 〜あなたがいてくれたコト〜（ハリセンボン美女兵士 妹）
- 鋼殻のレギオス（バーメリン・ノルネ）
- GA 芸術科アートデザインクラス（吉川）
- ジュエルペット（姫野リリカ）
- スレイヤーズEVOLUTION-R（子供B）
- 07-GHOST（リアム）
- 宙のまにまに（桜川）
- NEEDLESS（アルカ・シルト）
- 初恋限定。（有原あゆみ）
- FAIRY TAIL（2009年 - 2025年、レビィ・マグガーデン、ロメオ・コンボルト、リジー） - 4シリーズ

2010年
- おおかみかくし（櫛名田眠）
- 会長はメイド様!（エリカ）
- デュラララ!!（2010年 - 2016年、張間美香、岸谷新羅〈幼少時代〉） - 4シリーズ
- 伝説の勇者の伝説（クゥ・オルラ）
- とある魔術の禁書目録 シリーズ（2010年 - 2018年、ルチア） - 2シリーズ
- はなまる幼稚園（雛菊、龍之介）
- パンティ&ストッキングwithガーターベルト（ストッキング）
- 毎日かあさん（恵美ちゃん）
- 夢色パティシエール（山岸れもん） - 2シリーズ
- れでぃ×ばと!（天壌慈楓）

2011年
- 神様のメモ帳（木村未来）
- 君に届け 2ND SEASON（富沢結）
- 戦国乙女〜桃色パラドックス〜（上杉ケンシン）
- それいけ!アンパンマン（2011年 - 2024年、ネコ美、はにわくん、スピカ〈2・4代目〉白バラ女王、キャンディナイト〈2代目〉、メロンパン子）
- TIGER & BUNNY（ドラゴンキッド / ホァン・パオリン、逃げ惑う少女）
- たまごっち!（2011年 - 2015年、きずなっち、なんでっち、きらもっち、ダリア 他） - 4シリーズ
- HUNTER×HUNTER（第2作）（キルア＝ゾルディック）
- 緋弾のアリア（2011年 - 2015年、峰理子） - 2シリーズ
- ベン・トー（槍水仙）
- マケン姫っ!（2011年 - 2014年、シリア大塚） - 2シリーズ
- まよチキ!（宇佐美マサムネ）
- 夢喰いメリー（霧島咲）
- ロウきゅーぶ!（2011年 - 2013年、藍田未有） - 2シリーズ

2012年
- アルカナ・ファミリア -La storia della Arcana Famiglia-（ミレーナ）
- イナズマイレブンGO クロノ・ストーン（ベータ）
- うぽって!!（もでろ）
- えびてん 公立海老栖川高校天悶部（野矢一樹）
- おしりかじり虫（パックン、ピーチ）
- ガールズ&パンツァー（ナオミ）
- 機動戦士ガンダムAGE（ウェンディ・ハーツ）
- 好きっていいなよ。（黒沢凪）
- ZETMAN（田中花子）
- 戦国コレクション（塩冶くん）
- トータル・イクリプス（ユウヤ〈幼少期〉）
- 氷菓（沢木口美崎）
- めだかボックス アブノーマル（雲仙冥加）
- モーレツ宇宙海賊（ナタリア・グレンノース）
- 輪廻のラグランジェ（デ・メトリオ・ル・ユリカノ） - 2シリーズ

2013年
- 惡の華（仲村佐和）
- 宇宙兄弟（オリガ・トルスタヤ）
- 俺の妹がこんなに可愛いわけがない。（赤城瀬菜）
- 最強銀河 究極ゼロ 〜バトルスピリッツ〜（2013年 - 2014年、ライラ・エイプリル）
- ちび☆デビ!（おばけの少女）
- Fate/kaleid liner プリズマ☆イリヤ（2013年 - 2016年、森山那奈亀） - 4シリーズ
- フォトカノ（前田果音）
- 僕は友達が少ないNEXT（遊佐葵）
- ポケットモンスター XY（2013年 - 2016年、ユリーカ、ネネのゴチム、ウルップのカチコール） - 2シリーズ
- ポケットモンスター ベストウイッシュ シーズン2 デコロラアドベンチャー（ピカチュウ♀）
- リトルバスターズ!（亜美）
- ログ・ホライズン（2013年 - 2021年、レイネシア＝エルアルテ＝コーウェン、イセルス＝エルアルド＝コーウェン） - 3シリーズ

2014年
- エスカ&ロジーのアトリエ 〜黄昏の空の錬金術士〜（ニオ・アルトゥール）
- オオカミ少女と黒王子（立花マリン）
- クロスアンジュ 天使と竜の輪舞（ミスティ・ローゼンブルム）
- 星刻の竜騎士（エーコ）
- 世界征服〜謀略のズヴィズダー〜（鹿羽逸花〈プラーミャ様〉）
- それでも世界は美しい（ミラ）
- 七つの大罪（2014年 - 2021年、ギーラ） - 4シリーズ
- ハピネスチャージプリキュア!（キュアレモネード）
- pupa（長谷川現〈幼少期〉）
- 魔弾の王と戦姫（リュドミラ＝ルリエ）

2015年
- ガンスリンガー ストラトス（篠生茉莉）
- 新あたしンち（2015年 - 2016年、ユズ幼少期）
- みんな集まれ!ファルコム学園SC（ラウラ・S・アルゼイド）
- ユリ熊嵐（鬼山江梨子）

2016年
- 金田一少年の事件簿R（椿原紅湖）
- 甲鉄城のカバネリ（侑那）
- 聖戦ケルベロス 竜刻のファタリテ（シャリシャルー）
- 機動戦士ガンダムUC RE:0096（ロニ・ガーベイ）
- ダンガンロンパ3 -The End of 希望ヶ峰学園 -未来編（新月渚）
- チア男子!!（高城さくら）
- DAYS（生方千加子）
- バッテリー（ボール）
- 名探偵コナン（2016年 - 2019年、伴場嶺子、秋葉夕子、安室透〈子供〉）
- ユーリ!!! on ICE（西郡優子）
- ラクエンロジック（ミキ・シノブ）

2017年
- 政宗くんのリベンジ（2017年 - 2023年、金子園香） - 2シリーズ
- スクールガールストライカーズ Animation Channel（杏橋天音）
- ドラえもん（テレビ朝日版第2期）（2017年 - 2019年、弟、先生）
- メイドインアビス（2017年 - 2022年、レグ） - 2シリーズ
- 賭ケグルイ（2017年 - 2019年、生志摩妄） - 2シリーズ
- THE REFLECTION（エレノア・エヴァーツ）
- 女川中バスケ部 5人の夏（カリン）
- BORUTO-ボルト- -NARUTO NEXT GENERATIONS-（2017年 - 2022年、黒鍬文淡）
- かみさまみならい ヒミツのここたま（テップル）
- 将国のアルタイル（ココシュカ）
- 宝石の国（アンタークチサイト）
- このはな綺譚（カイト）
- 銀魂.（ビチエ）

2018年
- デスマーチからはじまる異世界狂想曲（謎の声）
- クレヨンしんちゃん（2018年 - 2019年、子役、園児A、白井葉子）
- 妖怪ウォッチ シャドウサイド（レッドヘッド）
- こねこのチー ポンポンらー大旅行（シロシロ、ジュリ、学生C）
- ピアノの森（2018年 - 2019年、ソフィ・オルメッソン） - 2シリーズ
- はねバド!（コニー・クリステンセン）
- 殺戮の天使（キャシー）
- 若おかみは小学生!（藤原あかり）
- キラキラハッピー★ ひらけ!ここたま（2018年 - 2019年、ピロー）
- レイトン ミステリー探偵社 〜カトリーのナゾトキファイル〜（アンネ・フロイト）

2019年
- 約束のネバーランド（2019年 - 2021年、レイ） - 2シリーズ
- 臨死!!江古田ちゃん（江古田ちゃん〈第8話〉）
- けものフレンズ2（ハブ）
- さらざんまい（陣内音寧）
- BAKUMATSUクライシス（晴明〈子供時代〉）
- MIX（2019年 - 2023年、三田亜里沙） - 2シリーズ
- ONE PIECE（2019年 - 2023年、菊の丞 / お菊）
- ファンタシースターオンライン2 エピソード・オラクル（2019年 - 2020年、ウルク、【若人】〈アプレンティス〉、ユクリータ）
- ブラッククローバー（2019年 - 2020年、ドロシー・アンズワース）
- カードファイト!! ヴァンガード（2019年 - 2020年、黒影の大賢聖 イザベル、新導クロノ〈幼少期〉）

2020年
- ＜Infinite Dendrogram＞-インフィニット・デンドログラム-（椋鳥玲二〈少年〉）
- アサティール 未来の昔ばなし（ジャミーラ）
- THE GOD OF HIGH SCHOOL ゴッド・オブ・ハイスクール（幼いジェガル）
- 呪術廻戦（2020年 - 2023年、佐々木先輩、五条悟〈幼少期〉） - 2シリーズ

2021年
- 怪病医ラムネ（理央）
- 怪物事変（まお）
- SSSS.DYNAZENON（稲本さん） - 2023年に劇場総集編公開
- Fairy蘭丸〜あなたの心お助けします〜（若豊嬢）
- 迷宮ブラックカンパニー（ファウ・バーハラ）
- 平穏世代の韋駄天達（ミク）
- メガトン級ムサシ（2021年 - 2023年、南沙也加、セイレーン） - 2シリーズ
- 鬼滅の刃 無限列車編（煉󠄁獄杏寿郎〈幼少期〉）

2022年
- 明日ちゃんのセーラー服（龍守逢）
- 最遊記RELOAD -ZEROIN-（ヘイゼル〈幼少期〉）
- ジョジョの奇妙な冒険 ストーンオーシャン（フー・ファイターズ〈エートロ〉） - 2シリーズ
- ポケットモンスター（ユリーカ）
- じゃんたま PONG☆（かぐや姫）
- 名探偵コナン ゼロの日常（安室透〈少年〉）
- 真・一騎当千（楠木多聞丸）
- ポプテピピック TVアニメーション作品第二シリーズ（ピピ美〈第4話Aパート〉）
- チェンソーマン（姫野）
- 農民関連のスキルばっか上げてたら何故か強くなった。（アル〈子供時代〉）

2023年
- 魔術士オーフェンはぐれ旅 アーバンラマ編（シーナ）
- 吸血鬼すぐ死ぬ2（サンズ）
- 久保さんは僕を許さない（白石誠太）
- 便利屋斎藤さん、異世界に行く（時を操る魔術師）
- 天国大魔境（竹早春希）
- るろうに剣心 -明治剣客浪漫譚- (2023)（克浩〈少年〉）
- ゴブリンスレイヤーII（少年魔術師）
- キボウノチカラ〜オトナプリキュア'23〜（春日野うらら）
- 鴨乃橋ロンの禁断推理（ミチヨ）
- アンデッドアンラック（2023年 - 2024年、ジュイス）
- ラグナクリムゾン（少女）
- デッドマウント・デスプレイ（ウルドヴィジア）

2024年
- ドッグシグナル（優子）
- ポケットモンスター（お嬢）
- ループ7回目の悪役令嬢は、元敵国で自由気ままな花嫁生活を満喫する（テオドール）
- 葬送のフリーレン（ゼーリエ）
- メタリックルージュ（オペラ）
- BEYBLADE X（2024年 - 2025年、七色シグル）
- 七つの大罪 黙示録の四騎士（ギーラ）
- 出来損ないと呼ばれた元英雄は、実家から追放されたので好き勝手に生きることにした（アキラ）
- 夜桜さんちの大作戦（切崎殺香）
- ダンジョン飯（パッタドル）
- かつて魔法少女と悪は敵対していた。（篝火花）
- 結婚するって、本当ですか（進士英夫）
- ふしぎ駄菓子屋 銭天堂（八尾峰雪穂）

2025年
- 異修羅（戒心のクウロ）
- 未ル わたしのみらい（SDK、カノン）
- ウマ娘 シンデレラグレイ（フジマサマーチ）
- 機動戦士Gundam GQuuuuuuX（アンキー） - 2025年に劇場先行版が公開
- 白豚貴族ですが前世の記憶が生えたのでひよこな弟育てます（菊乃井・レグルス・バーンシュタイン）
- New PANTY & STOCKING with GARTERBELT（ストッキング）
- 追放者食堂へようこそ!（ビビア）
- 桃源暗鬼（桃草蓬）

2026年
- 東京リベンジャーズ（瓦城千咒）
- お気楽領主の楽しい領地防衛〜生産系魔術で名もなき村を最強の城塞都市に〜（カムシン）

時期未定
- 魔法少女育成計画 restart（クランテイル）

### 劇場アニメ
2007年
- 映画 Yes!プリキュア5 鏡の国のミラクル大冒険!（春日野うらら / キュアレモネード）

2008年
- 映画 Yes!プリキュア5GoGo! お菓子の国のハッピーバースディ♪（春日野うらら / キュアレモネード）

2009年
- 映画 プリキュアオールスターズDX みんなともだちっ☆奇跡の全員大集合!（春日野うらら / キュアレモネード）

2010年
- 映画 プリキュアオールスターズDX2 希望の光☆レインボージュエルを守れ!（春日野うらら / キュアレモネード / キュアレモネード〈レインボー〉）

2011年
- 映画 プリキュアオールスターズDX3 未来にとどけ! 世界をつなぐ☆虹色の花（春日野うらら / キュアレモネード）

2012年
- ヱヴァンゲリヲン新劇場版:Q（北上ミドリ）
- 劇場版 TIGER & BUNNY -The Beginning-（ドラゴンキッド / ホァン・パオリン）
- 劇場版 FAIRY TAIL 鳳凰の巫女（レビィ・マグガーデン、ロメオ・コンボルト）
- 放課後ミッドナイターズ（謎の少女）

2013年
- 劇場版 HUNTER×HUNTER -The LAST MISSION-（キルア＝ゾルディック）
- 劇場版 HUNTER×HUNTER 緋色の幻影（キルア＝ゾルディック）
- ピカチュウとイーブイ☆フレンズ（イーブイ）

2014年
- イナズマイレブン 超次元ドリームマッチ（ベータ）
- 映画 プリキュアオールスターズNewStage3 永遠のともだち（春日野うらら/キュアレモネード）
- 劇場版 TIGER & BUNNY -The Rising-（ドラゴンキッド / ホァン・パオリン）
- ピカチュウ、これなんのカギ?（ユリーカ）
- ポケモン・ザ・ムービー XY 破壊の繭とディアンシー（ユリーカ）
- モーレツ宇宙海賊 ABYSS OF HYPERSPACE -亜空の深淵-（ナタリア・グレンノース）

2015年
- ポケモン・ザ・ムービーXY 光輪の超魔神 フーパ（ユリーカ）
- ガールズ&パンツァー 劇場版（ナオミ）

2016年
- ポケモン・ザ・ムービーXY&Z ボルケニオンと機巧のマギアナ（ユリーカ）

2017年
- 映画 かみさまみならい ヒミツのここたま 奇跡をおこせ♪ テップルとドキドキここたま界（テップル）
- 劇場版 FAIRY TAIL -DRAGON CRY-（レビィ・マグガーデン）

2018年
- 詩季織々「陽だまりの朝食」（シャオミン〈幼少期〉）
- 映画 HUGっと!プリキュア♡ふたりはプリキュア オールスターズメモリーズ（春日野うらら / キュアレモネード）

2019年
- 劇場版総集編【前編】メイドインアビス 旅立ちの夜明け（レグ）
- 劇場版総集編【後編】メイドインアビス 放浪する黄昏（レグ）
- 甲鉄城のカバネリ 海門決戦（侑那）

2020年
- メイドインアビス 深き魂の黎明（レグ）
- 劇場版BEM〜BECOME HUMAN〜（フリーダ）
- 劇場版 鬼滅の刃 無限列車編（煉󠄁獄杏寿郎〈幼少期〉）

2021年
- シン・エヴァンゲリオン劇場版𝄇（北上ミドリ）
- 映画 ヒーリングっど♥プリキュア ゆめのまちでキュン!っとGoGo!大変身!!（春日野うらら / キュアレモネード）
- 劇場版 七つの大罪 光に呪われし者たち（ギーラ）
- 僕のヒーローアカデミア THE MOVIE ワールド ヒーローズ ミッション（ベロス）

2022年
- 地球外少年少女（那沙・ヒューストン） - 前後編に分けて劇場公開、Netflixでは全6話で配信

2023年
- 劇場版 美少女戦士セーラームーンCosmos（セーラーティンにゃんこ） - 前後編
- ブラッククローバー 魔法帝の剣（ドロシー・アンズワース）

2024年
- 数分間のエールを（織重夕）
- 機動戦士ガンダム:銀灰の幻影（バビア・レナ）

### OVA
2008年
- デトロイト・メタル・シティ（クラウザーたん）

2009年
- 限定少女。（有原あゆみ）

2010年
- 今日、恋をはじめます（市倉深歩）
- 灼眼のシャナS（斉藤隆代）
- 迷elleオトコノ娘（鈴城なつめ）
- 模型戦士ガンプラビルダーズ ビギニングG（ノヤマ・リナ）

2011年
- オレ様キングダム（黒澤美和）
- 機動戦士ガンダムUC（ロニ・ガーベイ）
- FAIRY TAIL（2011年 - 2013年、レビィ・マグガーデン） - コミックス第26・27・31・35・38巻特装版
- Baby Princess 3Dぱらだいす0（ラブ）（麗）

2012年
- コードギアス 亡国のアキト（2012年 - 2016年、オリビア・ロウエル、ジャン・ロウ）

2013年
- ああっ女神さまっ OAD第3弾（古河麻里子） - DVD付き第46巻限定版

2014年
- 進撃の巨人 悔いなき選択（イザベル・マグノリア） - 単行本第15巻・第16巻DVD付き限定版
- Fate/kaleid liner プリズマ☆イリヤ（2014年 - 2019年、森山那奈亀） - 原作第4部コミックス第4巻オリジナルアニメ付きBD限定版、OVA『プリズマ☆ファンタズム』
- 輪廻のラグランジェ 旅立ちの日、鴨川（ユリカノ）

2016年
- クビキリサイクル 青色サヴァンと戯言遣い（赤神イリア）
- 弱虫ペダル SPARE BIKE（皆水）

2017年
- GRANBLUE FANTASY The Animation Extra 2（少年）
- ガールズ&パンツァー 最終章（2017年 - 2021年、ナオミ、長谷川タツ、ババ）

2020年
- デート・ア・バレット デッド・オア・バレット（蒼） - 前後編

### Webアニメ
2000年代
- ペンギン娘♥はぁと（2008年、択捉鯨）

2010年代
- 俺の妹がこんなに可愛いわけがない（2011年 - 2013年、赤城瀬菜） -  2シリーズ
- こぴはん（2011年、瓜野比呂美、中学生B）
- モノのかみさま ここたま（2019年、ピロー）

2021年
- みにヴぁん ら〜じ（2021年 - 2022年、新導クロノ〈幼少期〉） - 2シリーズ
- スター・ウォーズ: ビジョンズ「村の花嫁」（サク）
- スーパー・クルックス（ジャニス）

2022年
- TIGER & BUNNY 2（ホァン・パオリン / ドラゴン・キッド）
- スプリガン（染井芳乃）
- 賭ケグルイ双（生志摩妄）
- Tekken: Bloodline（三浦アキコ）

2023年
- Fate/Grand Order 藤丸立香はわからない（虞美人）

2024年
- GREAT PRETENDER razbliuto（ビンイェン）
- じゃんたま カン!!（かぐや姫）
- ゴーゴートに乗って（ジュリアン）
- UZUMAKI: Animated TV Series（黒谷あざみ）
- Duel Masters LOST 〜月下の死神〜（2024年 - 2025年、九十九矢ワユミ）

### ゲーム
2006年
- 水の旋律2 〜緋の記憶〜（柏木きら）

2007年
- Yes!プリキュア5（春日野うらら / キュアレモネード）
- 月面兎兵器ミーナ -ふたつのPROJECT M-（月影兎影 / 月影ミーナ）

2009年
- おおかみかくし（櫛名田眠）
- グランディア オンライン（コルタ族〈男〉）
- トリニティ・ユニバース（リーゼリアル）
- (PW)Project Witch（シェル）

2010年
- 絶対迷宮グリム 〜七つの鍵と楽園の乙女〜（ヘンリエッタ・グリム）
- デュラララ!! 3way standoff（張間美香）
- ぱすてるチャイムContinue（コルネ・ランバー）
- BLUE ROSES 〜妖精と青い瞳の戦士たち〜（ラトリス）
- uni.（星空綺麗々）

2011年
- SDガンダム GGENERATION（2011年 - 2025年、ロニ・ガーベイ、ノヤマ・リナ、マイキャラクターボイス女性〈OVER WORLD・GENESIS〉） - 4作品
- 絶対迷宮グリム・ディレクターズカット版 〜七つの鍵と楽園の乙女〜（ヘンリエッタ・グリム）
- デビルサバイバー オーバークロック（ミドリ / 小牧翠）
- ファイナルファンタジーXIII-2（パドラ＝ヌス・ユール）
- 武装神姫 BATTLE MASTERS Mk.2（レーサーバイク型MMS エストリル）

2012年
- アーシャのアトリエ 〜黄昏の大地の錬金術士〜（ニオ・アルトゥール）
- イナズマイレブンGO2 クロノ・ストーン / GO ギャラクシー（2012年 - 2013年、ベータ） - 2作品
- イナズマイレブンGO ストライカーズ2013（ベータ）
- オレ様キングダム イケメン彼氏をゲットしよ! もえキュン スクールデイズ（黒澤美和）
- 俺の妹がこんなに可愛いわけがない ポータブルが続くわけがない（赤城瀬菜）
- 機動戦士ガンダム エクストリームバーサス（2012年 - 2016年、ロニ・ガーベイ） - 4作品
- きらめきスクールライフSP★the wonder years（海藤菜摘）※『僕は友達が少ない ぽーたぶる』限定版付属のゲーム
- 恋してアニ研（橘可奈）
- 十三支演義 〜偃月三国伝〜（貂蝉）
- テイルズ オブ エクシリア2（エル・メル・マータ）
- ファンタシースターオンライン2（ウルク）
- FAIRY TAIL ゼレフ覚醒（レビィ・マグガーデン）
- フォトカノ（前田果音）
- みらくる超パーティー -早苗と天子の幻想迷宮-（フランドール・スカーレット、霊烏路空、センジュナマコたん）
- リング☆ドリーム 女子プロレス大戦（シャドウ細野、ハロウィン園原）
- ロリポップチェーンソー（ロザリンド・スターリング）

2013年
- 英雄伝説 閃の軌跡（ラウラ・S・アルゼイド）
- エスカ&ロジーのアトリエ 〜黄昏の空の錬金術士〜（ニオ・アルトゥール）
- 俺の妹がこんなに可愛いわけがない。ハッピーエンド（赤城瀬菜）
- 拡散性ミリオンアーサー（グィネヴィア）
- 艦隊これくしょん -艦これ-（伊401）
- ガンスリンガー ストラトス（篠生茉莉）
- 幻獣姫（アテナ）
- コンセプションII 七星の導きとマズルの悪夢（エリィ）
- 神撃のバハムート（ナノ）
- 新・世界樹の迷宮 ミレニアムの少女（リッキィ / フレドリカ・アーヴィング）
- TIGER & BUNNY 〜HERO'S DAY〜（ドラゴンキッド / ホァン・パオリン）
- たまごっち!せーしゅんのドリームスクール（なんでっち）
- Dragon's Dogma Dark Arisen（エリノア）
- 願いの欠片と白銀の契約者（楊麗鈴）
- 必殺仕事人 〜お仕置きコレクション〜（一之瀬姫花）
- ファイナルファンタジーXIV：新生エオルゼア（ナナモ・ウル・ナモ、タタル、モーグリ）
- マブラヴ オルタネイティヴ トータル・イクリプス（ユウヤの少年時代）
- フォトカノ Kiss（前田果音）
- 魔女と百騎兵（メタリカ）
- 百年戦記 ユーロ・ヒストリア
- ライトニング リターンズ ファイナルファンタジーXIII（パドラ＝ヌス・ユール）

2014年
- ウチの姫さまがいちばんカワイイ（紅姫 アカネ・ガーネット）
- 英雄伝説 閃の軌跡 II（ラウラ・S・アルゼイド）
- ガールズ&パンツァー 戦車道、極めます!（ナオミ）
- ガンスリンガー ストラトス2（篠生茉莉）
- CV 〜キャスティングボイス〜（古川瑠璃）
- グランブルーファンタジー（2014年 - 2025年、ファラ、ヘレル・ベン・シャレム、キルア＝ゾルディック） - 2作品
- ジェイスターズ ビクトリーバーサス（キルア＝ゾルディック）
- 絶対絶望少女 ダンガンロンパ Another Episode（新月渚）
- 第3次スーパーロボット大戦Z 時獄篇（ロニ・ガーベイ）
- スーパーヒーロージェネレーション（シャンブロ）
- 超ヒロイン戦記（峰理子）
- スクールガールストライカーズ（杏橋天音）
- ヒーローズプレイスメント（川崎あくあ）
- ファントム オブ キル（パラシュ）
- 不思議の幻想郷3（霊烏路空）
- MURDERED 魂の呼ぶ声（ジョイ）
- 嫁コレ（前田果音）

2015年
- エスカ&ロジーのアトリエ Plus 〜黄昏の空の錬金術士〜（ニオ・アルトゥール）
- エビコレ フォトカノ Kiss（前田果音）
- スーパーロボット大戦BX（ロニ・ガーベイ）
- ゼノブレイドクロス（リン）
- デュラララ!! Relay（張間美香）
- 不思議の幻想郷 -THE TOWER OF DESIRE-（霊烏路空）
- 魔女と百騎兵 Revival（メタリカ）
- ルミナスアーク インフィニティ（シーナ）

2016年
- THE NEW GATE（ユズハ / ユズエル / エレメントテイル）
- エンドライド -X fragments-（ミント）
- かんぱに☆ガールズ（ロキア・ローゲル、カナハ・ヴィノクロフ）
- クイズRPG 魔法使いと黒猫のウィズ（スモモ・プルーム）
- クロスワールド（メル）
- 白猫プロジェクト（キルア＝ゾルディック、ヨナ・ブラックレオン）
- 誰ガ為のアルケミスト（ツクヨミ、パラシュ、カノン）
- チェインクロニクル〜絆の新大陸〜（メルルダ）

2017年
- 英雄伝説 閃の軌跡 III（剛毅のアイネス、ラウラ・S・アルゼイド）
- ガンダムバーサス（ロニ・ガーベイ）
- スーパーロボット大戦V（ロニ・ガーベイ）
- モン娘☆は〜れむ（ウル）
- ルナプリ from 天使帝國（オズ）
- アナザーエデン 時空を超える猫（ナギ）
- 征戦!エクスカリバー（メティス）
- クラッシュ・オブ・パンツァー（ジョヴァンナ・メッセ、エルナ・フォン・マンシュタイン、安達二十子）
- プリキュア つながるぱずるん（春日野うらら / キュアレモネード）
- デスティニーチャイルド（マアト）

2018年
- Project NOAH -プロジェクト・ノア-（本多正信）
- 崩壊3rd（ヨアヒム）
- 戦国少女（織田信長、上杉謙信、柳生宗矩）
- グラフィティスマッシュ（メタトロン）
- 七つの大罪 ブリタニアの旅人（ギーラ）
- テイルズ オブ ザ レイズ（2017年 - 2024年、エル・メル・マータ /エル（アスタリア））
- ガールズ&パンツァー ドリームタンクマッチ（ナオミ）
- アズールレーン（ジェンキンス、ラドフォード）
- 東京放課後サモナーズ（ドゥルガー、アルク）
- 京刀のナユタ（皐月尚武）
- ブレイドスマッシュ（キワメ）
- 機動戦士ガンダム エクストリームバーサス2（2018年 - 2025年、ロニ・ガーベイ） - 4作品
- 賭ケグルイ チーティングアロード（生志摩妄）
- Fate/Grand Order（2018年 - 2021年、芥ヒナコ / 虞美人） - 2作品
- 英雄伝説 閃の軌跡IV -THE END OF SAGA-（ラウラ・S・アルゼイド）
- デジモンリアライズ（クダモン）
- 竹書房クエスト〜強襲ポプテピピック〜（ピピ美）
- ドラガリアロスト（キューピッド）

2019年
- にゃんグリラ (チョコ、シャロン）
- JUMP FORCE（キルア＝ゾルディック）
- エンゲージプリンセス〜眠れる姫君と夢の魔法使い〜（オリヒメ）
- 崩壊3rd（ヨアヒム）
- とある魔術の禁書目録 幻想収束（ルチア）
- 不思議の幻想郷 -ロータスラビリンス-（霊烏路空 他）
- ファイナルファンタジーXIV：漆黒のヴィランズ（ベーク＝ラグ）

2020年
- アークナイツ（マゼラン）
- CARAVAN STORIES（カエルラ）
- マギアレコード 魔法少女まどか☆マギカ外伝（水樹塁）
- 雀魂（雛桃、かぐや姫、生志摩妄）
- 英雄伝説 創の軌跡（ラウラ・S・アルゼイド）
- ライブ・ア・ヒーロー!（スイ、センセチア）
- セイクリッドブレイド（デリック）
- 真・女神転生III NOCTURNE HD REMASTER（金髪の子供）
- RANBU 三国志乱舞（夏侯惇）
- ONE PIECE 海賊無双4（お菊） - DLC追加キャラクター
- うたわれるもの ロストフラグ（織代）
- 御城プロジェクト:RE〜CASTLE DEFENSE〜（アーケシュフース城、ベリー・ポメロイ城）
- エデンの扉（グラシャ）
- 放置少女〜百花繚乱の萌姫たち〜（加藤清正）

2021年
- 共闘ことばRPG コトダマン（2021年 - 2023年、せのびきゃく、モノフォニー、キルア＝ゾルディック、ドラゴンキッド、姫野）
- 百花繚乱 -パッションワールド（石田三成）
- ドラゴンクエストライバルズ（ポポロ）
- あんさんぶるスターズ!! Basic / Music（天城一彩〈幼少期〉） - 2作品
- 世界革命RPG ロードオブヒーローズ（フラウ）
- ぷよぷよ!!クエスト（キュアレモネード）
- Caligula2（件）
- クッキーラン: キングダム（ジャングル戦士味クッキー）
- ガーディアンテイルズ（ルフィナ）
- メガトン級ムサシ（南沙也加）
- グランサガ（ヴェサ）

2022年
- ヴェルヴェット・コード（アーク・ロイヤル、大淀）
- ソウルタイド（リリイロ）
- スーパーロボット大戦DD（ロニ・ガーベイ）
- ユグドラ・レゾナンス（ウルスラ）
- マフィア42（科学者）
- モンスターストライク（F・F、ドラゴンキッド、姫野）
- SDガンダム バトルアライアンス（ロニ・ガーベイ）
- ジョジョの奇妙な冒険 オールスターバトルR（フー・ファイターズ）
- Echocalypse -緋紅の神約-（未央）
- ニューラルクラウド（ウィロウ）
- テイルズウィーバー：SecondRun（ミラ・ネブラスカ）
- パズル&ドラゴンズ（F・F）
- 無期迷途（ウェンディ）

2023年
- 勝利の女神:NIKKE（姫野）
- WAR OF THE VISIONS ファイナルファンタジー ブレイブエクスヴィアス 幻影戦争（ラフ）
- Muse Dash（オラ）
- 404 GAME RE:SET -エラーゲームリセット-（クレイジータクシー）
- m HOLD'EM（生志摩妄）
- タワーオブスカイ（リンリィ）
- レスレリアーナのアトリエ 〜忘れられた錬金術と極夜の解放者〜（ニオ）
- スノウブレイク：禁域降臨（カーシア・クライン）
- 東方幻想エクリプス（霧雨魔理沙）

2024年
- 機動戦士ガンダム アーセナルベース（ロニ・ガーベイ）
- ポーカーチェイス（生志摩妄）
- ポケモンマスターズEX（コゴミ）
- ゴシックは魔法乙女〜さっさと契約しなさい!〜（霧雨魔理沙）
- De:Lithe Last Memories（不破シズク）
- レゾナンス:無限号列車（ドロシー、カロリン）
- ベイブレードエックス XONE（七色シグル）
- エンバーストーリア（シグルドリーヴァ）

2025年
- ゼノブレイドクロス ディフィニティブエディション（リン）
- ペルソナ5: The Phantom X（神山嶺央）

### ドラマCD
- イナズマイレブンGO 永遠の絆!!（シュウの妹）
- Vinsent 〜朝加屋ひばりからキミへ〜（朝加屋ひばり）
- 嘘つきみーくんと壊れたまーちゃん イメージアルバム 幻想の在処は現実（まーちゃん）
- うわさの翠くん!! 二人の王子とハダカ姫の復讐!!（山手翠）
- 王の獣（藍月）
  - Cheese! 2021年12月号付録ドラマCD「僕があなたを殺します」/「鍋の宴」編
  - Cheese! 2023年9月号付録ドラマCD「ほろ苦い夜に、甘い口づけを」/「納涼編」[284]
- ココロ君色サクラ色（詩原小春[285]）
- 十三支演義 〜偃月三国伝〜 ドラマCD 未知の旅路（貂蝉[286]）
- しゅらばら!（氷魚鷹奈）
- 純情ロマンチカ サウンドコレクションシリーズ（高橋美咲 〈幼少〉）
- スクールガールストライカーズ 〜トゥインクルメロディーズ〜 Melody Collection ボイスドラマ（杏橋天音）
- 星刻の竜騎士（エーコ[287]）
- バラエティドラマCD 絶対迷宮グリム 〜七つの鍵と楽園の乙女〜 シリーズ（ヘンリエッタ・グリム）
  - 〜森に隠れた月の館〜
  - 〜危険な魔法の毒林檎!?〜
- タシロ計画SS（ゲルトルーデ[288]）
- 黄昏乙女×アムネジア（小此木ももえ）
- ダブルクロスThe 3rd EditionドラマCD・デイズ（雲雀風見）
- タブロウ・ゲート（パピュ）
- 東方聖夜祭 紅魔館のクリスマス（フランドール・スカーレット）
- となりの怪物くん（水谷雫）※単行本7巻特装版付属CD
- トリニティセブン 7人の魔書使い（アスティルの写本〈ソラ〉[289]）
- 初恋限定。（有原あゆみ）
- ハルモニアの気がかり（武井円[290]）
- 氷結鏡界のエデン 楽園幻想（爛）
- 碧海のAiON（美凪）
- まかでみ・WAっしょい! ドラマCDプレミアム「コミケでWAっしょい?!」（タナロット・アンサーティン）
- 水の旋律2 緋の記憶 〜残照〜（柏木きら）
- 烈風の騎士姫（カリン・ド・マイヤール〈カリーヌ・デジレ・ド・マイヤール〉）
- らぶバト!（朝倉奏）
  - らぶバト! 2nd Attack（朝倉奏）
- Quad Cross 第1話『暁の瞼』（鏡美ティラ[291]）
  - Quad Cross 第2話『鏡像の母』（鏡美ティラ[291]）
- 停電少女と羽蟲のオーケストラ 陽継ノ章（カナリア）
- 最強銀河 究極ゼロ 〜バトルスピリッツ〜 ドラマCD（DVD-BOX特典）（ライラ・エイプリル[292]）
- 気になってる人が男じゃなかった（古賀みつき[293]）

### 吹き替え

#### 担当女優
オリヴィア・ホルト
- 彼女はモンスター・ファイター（スカイラー・ルイス）
- ステータス・アップデート（ダニー）
- とび蹴り アチョ〜ズ!（キム）
- やってないってば!（リンディ・ワトソン）

ジョーイ・キング
- アグリーズ（タリー・ヤングブラッド）
- イン・ビトウィーン（テッサ）
- キスから始まるものがたりシリーズ（ロシェル・エヴァンズ）
  - キスから始まるものがたり
  - キスから始まるものがたり2
  - キスから始まるものがたり

- ファミリー・アフェア（ザラ）

#### 映画（吹き替え）
- 新しいワタシの見つけ方（エマ〈グリア・グラマー〉）
- アマチュア（パーク[294]）
- インクレディブル（ジェシカ〈キャサリン・イザベル〉）
- インファナル・ディパーテッド（キャット）
- エアポート/タービュランス（サラ）
- エアポート2010（ユリア）
- コップ・ベイビー（ママ〈エリザヴェータ・アルザマソワ〉）
- 三銃士/王妃の首飾りとダ・ヴィンチの飛行船（アンヌ王妃〈ジュノー・テンプル〉）※劇場公開・ソフト版
- サンダーボルツ*（メル〈ジェラルディン・ヴィスワナサン〉[295]）
- シップ・オブ・ノーリターン 〜グストロフ号の悲劇〜（カリー）
- 13歳のハゲ男（ロンダ）
- 女子高生VS狼男（ローレン〈ニーナ・ドブレフ〉）
- スーパーエージェント 美女奪還大作戦!!
- スターガール（スターガール〈グレース・ヴァンダーウォール 〉）
- 聖なる犯罪者（マルタ〈エリーザ・リチェムブル〉[296]）
- ツイスター2008
- ビートルジュース ビートルジュース（アストリッド〈ジェナ・オルテガ〉[297]）
- フォールアウト（ヴェイダ〈ジェナ・オルテガ〉[298]）
- 魔女がいっぱい（デイジー〈クリスティン・チェノウェス〉[299]）
- マダム・ウェブ（マティ・フランクリン〈セレステ・オコナー〉[300]）
- マッドマックス 怒りのデス・ロード（ケイパブル〈ライリー・キーオ〉[301]）※ザ・シネマ版
- ムーンフォール（ミシェル〈ケリー・ユー〉[302]）

#### ドラマ
- アイドゥ・アイドゥ 〜素敵な靴は恋のはじまり（ヨム・ナリ〈イム・スヒャン〉）
- アンナラスマナラ -魔法の旋律-（ユン・アイ〈チェ・ソンウン〉）
- AND JUST LIKE THAT... / セックス・アンド・ザ・シティ新章（ローズ・ゴールデンブラット〈アレクサ・スウィントン〉[303]）
- エクソシスト（ケイシー・ランス〈ハンナ・カスルカ〉）
- クイーンズ・ギャンビット（ベス・ハーモン〈アニャ・テイラー＝ジョイ〉）
- ゴシップガール（カルメン）
- CSI:10 科学捜査班
- シークレット・サークル（エヴァ）
- ステーション・イレブン（子供時代のキルステン〈マチルダ・ローラー〉[304]）
- SMASH（ジェシカ）
- スパルタカス ゴッド・オブ・アリーナ
- ディスカバリー・オブ・ウィッチズ（サトゥ〈マリン・ブスカ〉[305]）
- パラダイス牧場（イ・ダウン〈イム・スヒャン〉）
- 弁護士イーライのふしぎな日常（モリー・フォスター）
- 私の心が聞こえる?（カン・ミンス〈コ・ジュニ〉）
- 私はラブ・リーガル2 #12（マディソン・トーマス〈オーブリー・ピープルズ〉）
- ウィンチェスターズ（メアリー・キャンベル〈メグ・ドネリー〉[306]）

#### アニメ
- アダムス・ファミリー（パーカー[307]）
- シュガー・ラッシュ（ゲーマー⑤[308]）
- スーパーナチュラル・アカデミー（ジェサ[309]）
- スター・ウォーズ: ビジョンズ（サク）
- DOTA: ドラゴンの血1&2（ルナ）
- ネクスト・アベンジャーズ: 未来のヒーローたち（トールン）
- ぼくらベアベアーズ（幼少期グリズリー）
- マイリトルポニー〜トモダチは魔法〜（スクータルー[310]）
- やんちゃなポニー（アニー）
- RWBY（イリヤ・アミトラ）
- ロボット・チキン（レイア・オーガナ、ジェシカ、アナキン・スカイウォーカー〈少年時代〉、ザ・ナードの息子[7]）

### ラジオ
※はインターネット配信。
- ペンギン娘らじぉ（2008年、ニコニコアニメチャンネル※）
- 静と茉莉也の恋彩限定（コ・イ・イ・ロ リミテッド）。（2009年、アニメイトTV※）
- あゆみ・かな・まりやのらじおPW（2009年、(PW)Project Witch公式サイト※）
- a-FANFAN 11（2009年、USEN※）
- 麻衣と茉莉也のらじ×ばと!（2009年 - 2010年、TVアニメ公式※）
- みんなで響き合うラジオ『uni.ラジ』（2010年、HiBiKi Radio Station※）
- 茉莉也♥璃奈のSaturday Night Girls Party!!!（2010年 - 2011年、超!A&G+※）
- デジたる☆マジかる☆マネ〜じめんと!（2011年、超!A&G+※）
- 茉莉也と寿子のフォトカノ撮れたてポートレート（2011年 - 2013年、音泉※）
- まよラジ! 〜迷えるラジオと動画な僕と〜（2011年、アニメイトTV※）
- 下野紘と伊瀬茉莉也の『ベン・トー』 RADIO 『ラジ・オー』（2011年、HiBiKi Radio Station※）
- 潘めぐみ・伊瀬茉莉也の HUNTER×HUNTER HUNTER STUDIO（2011年 - 2012年、文化放送・超!A&G+※・HiBiKi Radio Station※）
- 潘めぐみ・伊瀬茉莉也の HUNTER×HUNTER HUNTER STUDIO☆（ひとつぼし）（2012年 - 2013年、文化放送・超!A&G+※・HiBiKi Radio Station※）[311]
- 惡の華 クソムシラジオ（2013年、音泉※）[312]
- ハルモニアの気がかり発売記念特別番組（2013年、アニメイトTV※）[313]
- 星刻の竜騎士RADIO 〜アッシュとエーコ ドキドキ♡育成講座〜（2014年、音泉※）
- ラジオインアビス 〜リコとレグとナナチの探窟ラジオ〜（2018年 - 2019年、音泉※）[314]

### ラジオドラマ
- NHKラジオ第1放送 イズモノキセキ（2012年、イズモ）

### オーディオドラマ
- 52Hz ―D side―（2016年、アイ）
- 魔弾の王と凍漣の雪姫（2020年、リュドミラ＝ルリエ[315]） - 小説第7巻特装版購入特典
- SSSS.DYNAZENON ボイスドラマ（2021年、稲本さん）
- 歴史に残る悪女になるぞ 悪役令嬢になるほど王子の溺愛は加速するようです!（2022年、ジル[316]） - コミックス第3巻特典QRコード
- 月花の少女アスラ 〜極悪非道の傭兵、転生して最強の傭兵団を作る〜（2023年、ルミア[317][318]） - 書籍初回・各店舗特典ボイスコード

### ラジオCD
- 下野紘と伊瀬茉莉也の『ベン・トー』 RADIO 『ラジ・オー』 ラジオCD Vol.1
- TVアニメーション「初恋限定。」WEBラジオCD DJCD 恋彩限定。-コ・イ・イ・ロ リミテッド-
- 茉莉也と寿子のフォトカノ撮れたてポートレート ラジオCD vol.1

### デジタルコミック
- VOMIC スターダスト★ウインク（2011年、古城杏菜）
- VOMIC γ -ガンマ-（2014年、北鹿酉里）
- ジャンプチャンネル オトメの帝国（2021年、岡山亜衣）
- 王の獣（2021年、藍月[319]）
- だんな様はひろゆき（2022年、ゆか[320]）
- カタギモドシ（2022年、草助[321]）

### パチンコ・スロット
- ジャッカスチーム（チャオ）
- ハイパー娘（本条マリ）
- 秘宝伝〜封じられた女神〜（エリス）
- おしおきピラミッ伝with丸高愛美（セト）
- P甲鉄城のカバネリ（侑那）

### ナレーション
- 趣味の園芸ビギナーズ（NHK教育、2011年4月 - 2014年12月）
- 体感!グレートネイチャー 突入!世界最大の洞窟〜ベトナム・ソンドン洞窟〜（NHK BSプレミアム、2011年6月 - ）
- 横浜八景島シーパラダイスのイルカショー - LIGHTIA -（2018年、ライティ）

### CM
- 週刊少年サンデー 境界のRINNE（真宮桜）

### PV
- ストラテジックラバーズ 予告編なPV（2021年、浅見奈緒[322]）
- 月花の少女アスラ 〜極悪非道の傭兵、転生して最強の傭兵団を作る〜（2023年、ルミア・カナール[323]）

### テレビドラマ
- 新・天使のVOICE #8（エンタ!371、2008年5月17日）
- コスコスプレプレ #14（フジテレビ721、2008年12月8日）
- アニメTV（テレビ神奈川他、2010年3月6日）
- 鉄子の育て方 #4、#5（メ〜テレ、2014年4月28日・5月5日） - 野月貴子 役
- 声ガール! #10（朝日放送テレビ、2018年6月10日）[14]
- 仮面ライダーゼロワン（テレビ朝日、2019年10月6日） - パフューマン役声優 役[324][325]

### 映画
- 嘘つきみーくんと壊れたまーちゃん（2011年、役名なしウェイトレス）※ワンシーンのみ出演
- Green Flash（2015年、大田優子）

### 舞台
- 劇団アルターエゴ第27回公演「HAKKENDEN 2005」（ミック）
- チョコレートガールズ（KOYA・MAP,2010年2月10日 - 14日、新宿シアターサンモール） - 千秋 役
- CORNFLAKES 第7回公演『青面獣楊志』（2010年6月23日-27日、中目黒キンケロシアター） - 東花 役
- チョコレートガールズ2 〜チョコレートガールズVSアズキガールズ〜（2011年2月9日 - 14日、前進座劇場）
- 劇団岸野組2011年4月公演-「踊る阿呆」（2011年4月2日 - 10日、本多劇場）
- リーディングホラー『親指さがし』（2024年7月6日、シアター1010） - 田所由美 役[326]
- 江戸川乱歩朗読劇 幻調乱歩3『東京ニュートロン曠野』（2024年9月8日、イイノホール）[327]
- 幻調乱歩4 夜明けに怯える怪機城（2025年8月30日〈予定〉、イイノホール）[328]

### ライブ
- Oui!青春☆Shining Party〜乙女たちからの招待状〜（2009年3月29日）

### その他コンテンツ
- Vinsent 〜朝加屋ひばりからキミへ〜（スマートフォンアプリ、朝加屋ひばり 役）
- カードでハッピー!たまごっち! たまハートコレクション（きずなっち及び音声ガイダンス）
- テイルズ オブ フェスティバル 2013
- 円時計 by ハルモニアの気がかり（スマートフォンアプリ、武井円 役）
- ノベルアプリ『RENT HEAD』（備後亜美[329]）
- NHK Eテレ 『天才てれびくんYOU』（すめりー）
- ハイアールジャパン 家電アニメーション「はいあーるず」全6話（2020年12月23日 - 、洗濯機 役）[330]
- Clock over ORQUESTA（2021年 - 、音葉五百助（少年）[331]）

## ディスコグラフィ

### キャラクターソング
| 発売日   | 商品名                                                                                                   | 歌 | 楽曲                                                      | 備考                                                                                      |
| 2007年   | 2007年                                                                                                   | 2007年 | 2007年                                                    | 2007年                                                                                    |
| -------- | --- | --- | --------------------------------------------------------- | ----------------------------------------------------------------------------------------- |
| 6月20日  | ゆめおぼろ                                                                                               | 犬飼真琴（喜多村英梨）With.守東桃香（伊瀬茉莉也）&川壁桃花（早見沙織）                                                   | 「ゆめおぼろ」                                            | テレビアニメ『桃華月憚』オープニングテーマ                                                |
| 6月20日  | この世界がいつかは                                                                                       | 守東桃香（伊瀬茉莉也）                                                                                                   | 「空には空があるだけ」                                    | テレビアニメ『桃華月憚』関連曲                                                            |
| 6月27日  | とびっきり！ 勇気の扉                                                                                    | 春日野うらら（伊瀬茉莉也）                                                                                               | 「とびっきり！ 勇気の扉」                                 | テレビアニメ『Yes!プリキュア5』挿入歌                                                     |
| 6月27日  | とびっきり！ 勇気の扉                                                                                    | ぷりきゅあ5 | 「メタモルフォーゼ〜青春乙女LOVE&DREAM〜」                | テレビアニメ『Yes!プリキュア5』挿入歌                                                     |
| 8月10日  | Yes!プリキュア5 ボーカルアルバム1 〜青春乙女LOVE&DREAM〜                                                 | 春日野うらら（伊瀬茉莉也）                                                                                               | 「とびっきり！ 勇気の扉（album ver.）」                   | テレビアニメ『Yes!プリキュア5』挿入歌                                                     |
| 10月3日  | ガンバランスdeダンス 〜夢みる奇跡たち〜                                                                  | 宮本佳那子 with ぷりきゅあ5                                                                                              | 「ガンバランスdeダンス〜夢みる奇跡たち〜」                | テレビアニメ『Yes!プリキュア5』エンディングテーマ                                         |
| 11月9日  | Yes!プリキュア5 ボーカルアルバム2 〜VOCAL EXPLOSION!〜                                                   | 春日野うらら（伊瀬茉莉也）                                                                                               | 「夢みる女の子」                                          | テレビアニメ『Yes!プリキュア5』関連曲                                                     |
| 11月9日  | Yes!プリキュア5 ボーカルアルバム2 〜VOCAL EXPLOSION!〜                                                   | 夢原のぞみ（三瓶由布子）、ぷりきゅあ5                                                                                    | 「シュート！〜Five Explosion〜」                          | テレビアニメ『Yes!プリキュア5』関連曲                                                     |
| 2008年   | | |                                                           |                                                                                           |
| 1月30日  | 映画 Yes!プリキュア5 鏡の国のミラクル大冒険！ オリジナル・サウンドトラック                               | 宮本佳那子 with ぷりきゅあ5                                                                                              | 「ガンバランスdeダンス〜夢みる奇跡たち〜（映画version）」 | 劇場アニメ『映画 Yes!プリキュア5 鏡の国のミラクル大冒険！』エンディングテーマ             |
| 2月6日   | プリキュア5、フル・スロットル GO GO!/手と手つないでハートもリンク!!                                      | 工藤真由 with ぷりきゅあ5                                                                                                | 「プリキュア5、フル・スロットル GO GO!」                  | テレビアニメ『Yes!プリキュア5GoGo!』オープニングテーマ                                    |
| 3月26日  | Yes!プリキュア5 ボーカルベスト!!                                                                         | ぷりきゅあ5 | 「プリキュア5、スマイル go go!」                          | テレビアニメ『Yes!プリキュア5』オープニングテーマカバー                                   |
| 6月4日   | ツイン・テールの魔法                                                                                     | 春日野うらら（伊瀬茉莉也）                                                                                               | 「ツイン・テールの魔法」                                  | テレビアニメ『Yes!プリキュア5GoGo!』挿入歌                                                |
| 6月25日  | 恋愛自由少女♀                                                                                            | PNGN6 | 「恋愛自由少女♀」                                         | Webアニメ『ペンギン娘』オープニングテーマ                                                 |
| 7月30日  | 揺れてはじけてあふれちゃう☆魅惑のペンギン娘                                                              | PNGN4 | 「揺れてはじけてあふれちゃう☆魅惑のペンギン娘」           | Webアニメ『ペンギン娘』第一部エンディングテーマ                                           |
| 8月6日   | Yes!プリキュア5GoGo! ボーカルアルバム1 〜My dear friends プリキュアからの招待状〜                        | 春日野うらら（伊瀬茉莉也）                                                                                               | 「ツイン・テールの魔法〜扉をあけはなして〜」              | テレビアニメ『Yes!プリキュア5GoGo!』挿入歌                                                |
| 8月6日   | Yes!プリキュア5GoGo! ボーカルアルバム1 〜My dear friends プリキュアからの招待状〜                        | ぷりきゅあ5 | 「Shine 5 Hearts」                                        | テレビアニメ『Yes!プリキュア5GoGo!』関連曲                                                |
| 10月29日 | ゆらゆら+ゆりゆら+ななななー                                                                             | PNGN3 | 「ゆらゆら+ゆりゆら+ななななー」                          | Webアニメ『ペンギン娘』第二部エンディングテーマ                                           |
| 11月5日  | M☆O☆S☆O乱舞                                                                                              | MA♡chu♡RI | 「M☆O☆S☆O乱舞」                                           | テレビアニメ『まかでみ・WAっしょい！』オープニングテーマ                                  |
| 12月3日  | TVアニメ「まかでみ・WAっしょい！」挿入歌シリーズ まかでみ数え歌 其の5「奇跡の降る夜〜Crystal Christmas」 | MA♡chu♡RI | 「奇跡の降る夜〜Crystal Christmas」                       | テレビアニメ『まかでみ・WAっしょい！』挿入歌                                              |
| 12月3日  | 映画 Yes!プリキュア5GoGo! お菓子の国のハッピーバースディ♪ オリジナル・サウンドトラック                   | 工藤真由 with ぷりきゅあ5                                                                                                | 「プリキュア5、フル・スロットル GO GO!（映画version）」   | 劇場アニメ『映画 Yes!プリキュア5GoGo! お菓子の国のハッピーバースディ♪』オープニングテーマ |
| 12月3日  | Yes!プリキュア5GoGo! ボーカルアルバム2 SWITCH ON! 〜そして、世界は拡がっていく〜                         | ぷりきゅあ5 plus くるみ（仙台エリ）、コーラス：キュア・カルテット（五條真由美、うちやえゆか、工藤真由、宮本佳那子）      | 「明日、花咲く。笑顔、咲く。」                            | テレビアニメ『Yes!プリキュア5GoGo!』関連曲                                                |
| 2009年   | | |                                                           |                                                                                           |
| 7月17日  | マジカル☆ミラクルガール                                                                                  | マール（辻あゆみ）、リルテ（花澤香菜）、シェル（伊瀬茉莉也）                                                             | 「マジカル☆ミラクルガール」                               | ゲーム『(PW)Project Witch』主題歌                                                         |
| 7月23日  | (PW)Project Witch Shell-Limited                                                                          | シェル（伊瀬茉莉也） | 「マジカル☆ミラクルガール〜シェルバージョン〜」           | ゲーム『(PW)Project Witch』主題歌                                                         |
| 7月23日  | (PW)Project Witch Shell-Limited                                                                          | シェル（伊瀬茉莉也） | 「君といた夏」                                            | ゲーム『(PW)Project Witch』シェルエンディングテーマ                                       |
| 8月5日   | TVアニメ『初恋限定。-ハツコイリミテッド-』キャラクターファイル Vol.4 有原あゆみ & 安藤そあこ             | 有原あゆみ（伊瀬茉莉也）                                                                                                 | 「candy home」                                            | テレビアニメ『初恋限定。』関連曲                                                          |
| 3月24日  | おおかみかくしオリジナルサウンドトラック                                                                 | 櫛名田眠（伊瀬茉莉也）                                                                                                   | 「夕時雨」                                                | ゲーム『おおかみかくし』エンディングテーマ                                                |
| 2010年   | | |                                                           |                                                                                           |
| 1月27日  | LOVE × HEAVEN                                                                                            | ラン=エストー（後藤麻衣）、天壌慈楓（伊瀬茉莉也）                                                                        | 「嵐を呼ぶパーティーなう」                                | Webラジオ『麻衣と茉莉也のらじ×ばと！』テーマソング                                        |
| 3月31日  | はなまるなベストアルバム childhood memories                                                              | 雛菊（伊瀬茉莉也） | 「撫子ロマンス」                                          | テレビアニメ『はなまる幼稚園』関連曲                                                      |
| 8月13日  | 絶対迷宮グリム 〜七つの鍵と楽園の乙女〜 キャラクターコンセプトCD Vol.5「迷子の森のヘンリエッタ」         | ヘンリエッタ・グリム（伊瀬茉莉也）                                                                                       | 「迷子の森のヘンリエッタ」                                | ゲーム『絶対迷宮グリム 〜七つの鍵と楽園の乙女〜』関連曲                                   |
| 8月25日  | 「会長はメイド様！」Maid Latte Songs!                                                                    | エリカ（伊瀬茉莉也） | 「Groovin'」                                              | テレビアニメ『会長はメイド様！』関連曲                                                    |
| 8月25日  | 「会長はメイド様！」Maid Latte Songs!                                                                    | 美咲（藤村歩）、さつき（豊崎愛生）、ほのか（阿澄佳奈）、すばる（植田佳奈）、エリカ（伊瀬茉莉也）                         | 「Magic of Love」                                         | テレビアニメ『会長はメイド様！』関連曲                                                    |
| 2011年   | | |                                                           |                                                                                           |
| 5月18日  | 陽炎-kagerou-                                                                                            | 天下取り隊 | 「陽炎-kagerou-」                                         | テレビアニメ『戦国乙女〜桃色パラドックス〜』オープニングテーマ                            |
| 5月18日  | 陽炎-kagerou-                                                                                            | 天下取り隊 | 「熱き矢の如く」                                          | テレビアニメ『戦国乙女〜桃色パラドックス〜』エンディングテーマ                            |
| 5月18日  | 戦国乙女〜桃色パラドックス〜 キャラクターシングルCD「SENGOKU GROOVE」                                    | 今川ヨシモト（持月玲依）、徳川イエヤス（明坂聡美）、武田シンゲン（國立幸）、上杉ケンシン（伊瀬茉莉也）                   | 「天下取りたい」                                          | テレビアニメ『戦国乙女〜桃色パラドックス〜』関連曲                                        |
| 6月15日  | 戦国乙女♥宴たけなわ                                                                                      | シンゲン（國立幸）、ケンシン（伊瀬茉莉也）                                                                               | 「合縁奇縁コンチェルト」                                  | テレビアニメ『戦国乙女〜桃色パラドックス〜』関連曲                                        |
| 6月15日  | 戦国乙女♥宴たけなわ                                                                                      | 戦国乙女8人衆 | 「戦国呼称唄〜陽炎REMIX〜」                               | テレビアニメ『戦国乙女〜桃色パラドックス〜』関連曲                                        |
| 7月20日  | Panty & Stocking with Garterbelt THE WORST ALBUM                                                         | TeddyLoid feat. Mariya Ise aka Stocking                                                                                  | 「Milky Way」                                             | テレビアニメ『パンティ&ストッキングwithガーターベルト』関連曲                             |
| 8月10日  | 君にご奉仕                                                                                               | 近衛スバル（井口裕香）、涼月奏（喜多村英梨）、宇佐美マサムネ（伊瀬茉莉也）                                               | 「君にご奉仕」                                            | テレビアニメ『まよチキ！』エンディングテーマ                                              |
| 8月10日  | 君にご奉仕                                                                                               | 近衛スバル（井口裕香）、涼月奏（喜多村英梨）、宇佐美マサムネ（伊瀬茉莉也）                                               | 「Wonderful Days」                                        | テレビアニメ『まよチキ！』関連曲                                                          |
| 9月21日  | まよチキ！ キャラクターソングアルバム まよウタ！                                                         | 宇佐美マサムネ（伊瀬茉莉也）                                                                                             | 「あ・ま・の・じ・ゃ・く」                                | テレビアニメ『まよチキ！』関連曲                                                          |
| 11月2日  | 笑顔の法則                                                                                               | 槍水仙（伊瀬茉莉也） | 「笑顔の法則」                                            | テレビアニメ『ベン・トー』エンディングテーマ                                              |
| 11月2日  | 笑顔の法則                                                                                               | 槍水仙（伊瀬茉莉也） | 「氷の美称」                                              | テレビアニメ『ベン・トー』関連曲                                                          |
| 12月28日 | マケン姫っ！ 全エンディングっ！                                                                          | シリア大塚（伊瀬茉莉也）とミディア・デミトラ（田中理恵）                                                                 | 「Baby!Baby! Ver.8」                                      | テレビアニメ『マケン姫っ！』エンディングテーマ                                            |
| 2012年   | | |                                                           |                                                                                           |
| 1月10日  | 武装神姫 Character Song & Special Radio Rondo Vol.3                                                      | モーターサイクルレーサー型MMSエストリル（伊瀬茉莉也）                                                                    | 「フルスロットル」                                        | 『武装神姫』関連曲                                                                        |
| 2月8日   | TVアニメ「TIGER & BUNNY」キャラクターソングアルバム「BEST OF HERO」                                      | ドラゴンキッド（伊瀬茉莉也）                                                                                             | 「轟け☆カンフーマスター」                                 | テレビアニメ『TIGER & BUNNY』関連曲                                                       |
| 2月8日   | TVアニメ「TIGER & BUNNY」キャラクターソングアルバム「BEST OF HERO」                                      | 乙女☆クラブ | 「恋するヒロイン」                                        | テレビアニメ『TIGER & BUNNY』関連曲                                                       |
| 3月7日   | HUNTER×HUNTER キャラクター・ソング集1                                                                    | キルア＝ゾルディック（伊瀬茉莉也）                                                                                       | 「TELL ME」                                               | テレビアニメ『HUNTER×HUNTER』関連曲                                                       |
| 8月22日  | HUNTER×HUNTER キャラクター・ソング集〜天空闘技場編〜                                                     | キルア＝ゾルディック（伊瀬茉莉也）                                                                                       | 「departure!」                                            | テレビアニメ『HUNTER×HUNTER』関連曲                                                       |
| 9月26日  | TIGER & BUNNY『HERO RADIO』バラエティCD「Stern Bild Station!」                                           | 乙女☆クラブ | 「愛♡Scream!!!」                                          | テレビアニメ『TIGER & BUNNY』関連曲                                                       |
| 2013年   | | |                                                           |                                                                                           |
| 6月12日  | TIGER & BUNNY -SINGLE RELAY PROJECT-「CIRCUIT OF HERO」Vol.4 折紙サイクロン→ドラゴンキッド               | 折紙&ドラゴン | 「チャチャチャdeワッショイ」                              | テレビアニメ『TIGER & BUNNY』関連曲                                                       |
| 7月3日   | TVアニメ フォトカノ キャラクターソングアルバム THROUGH THE CAMERA                                        | 前田果音（伊瀬茉莉也）                                                                                                   | 「Tinkle My Bell」                                        | テレビアニメ『フォトカノ』関連曲                                                          |
| 7月10日  | TIGER & BUNNY -SINGLE RELAY PROJECT-「CIRCUIT OF HERO」Vol.5 ドラゴンキッド→ロックバイソン               | ドラゴンキッド（伊瀬茉莉也）                                                                                             | 「ドラゴンスマイル」                                      | テレビアニメ『TIGER & BUNNY』関連曲                                                       |
| 7月10日  | TIGER & BUNNY -SINGLE RELAY PROJECT-「CIRCUIT OF HERO」Vol.5 ドラゴンキッド→ロックバイソン               | LITTLE☆GIANT | 「HERO☆マーチ」                                           | テレビアニメ『TIGER & BUNNY』関連曲                                                       |
| 7月25日  | ハルモニアの気がかり キャラクターソングCD「Hibrid,Higher bird」                                          | 武井円（伊瀬茉莉也） | 「Hibrid,Higher bird」                                    | ドラマCD『ハルモニアの気がかり』関連曲                                                    |
| 12月25日 | 表裏一体（完全生産限定盤／HUNTER×HUNTER Ver.）                                                           | ゴン＝フリークス（潘めぐみ）、キルア＝ゾルディック（伊瀬茉莉也）、クロロ＝ルシルフル（宮野真守）、ヒソカ（浪川大輔）     | 「約束の唄」                                              | テレビアニメ『HUNTER×HUNTER』関連曲                                                       |
| 2014年   | | |                                                           |                                                                                           |
| 5月14日  | MOST以上の“MOSTEST”                                                                                      | エーコ（伊瀬茉莉也）、シルヴィア（佐倉綾音）、レベッカ（井上麻里奈）                                                     | 「MOST以上の“MOSTEST”」                                   | テレビアニメ『星刻の竜騎士』エンディングテーマ                                            |
| 6月25日  | 世界征服〜謀略のズヴィズダー〜 BD・DVD第4巻特典CD                                                        | 鹿羽逸花（伊瀬茉莉也）                                                                                                   | 「ハ〃→ニ冫ヵ〃→儿ナィ├乂了♡」                            | テレビアニメ『世界征服〜謀略のズヴィズダー〜』関連曲                                      |
| 7月2日   | 星刻の竜騎士 BD・DVD第1巻特典CD                                                                          | エーコ（伊瀬茉莉也） | 「二人のアストロメトリー」                                | テレビアニメ『星刻の竜騎士』関連曲                                                        |
| 8月27日  | TIGER & BUNNY-SINGLE RELAY PROJECT-「CIRCUIT OF HERO」Vol.7 ファイヤーエンブレム→ワイルドタイガー        | ファイヤーエンブレム with 乙女☆クラブ                                                                                    | 「レッツゴー乙女道♡」                                     | テレビアニメ『TIGER & BUNNY』関連曲                                                       |
| 8月27日  | TIGER & BUNNY-SINGLE RELAY PROJECT-「CIRCUIT OF HERO」Vol.8 ワイルドタイガー→バーナビー・ブルックス Jr.  | タイガー&バーナビー in HERO ALL STARS                                                                                    | 「オリオンをなぞる -HERO Ver.-」                          | テレビアニメ『TIGER & BUNNY』関連曲                                                       |
| 12月24日 | 拡散性ミリオンアーサー キャラクターソング3 グィネヴィア                                                  | グィネヴィア（伊瀬茉莉也）                                                                                               | 「円卓の円舞曲」                                          | ゲーム『拡散性ミリオンアーサー』関連曲                                                    |
| 2016年   | | |                                                           |                                                                                           |
| 1月20日  | アニメ「ポケットモンスターXY&Z」キャラソンプロジェクト集vol.1                                            | ユリーカ（伊瀬茉莉也）                                                                                                   | 「プニちゃんのうた」                                      | テレビアニメ『ポケットモンスター XY&Z』エンディングテーマ                                 |
| 2017年   | | |                                                           |                                                                                           |
| 8月23日  | Deep in Abyss                                                                                            | リコ（富田美憂）、レグ（伊瀬茉莉也）                                                                                     | 「Deep in Abyss」                                         | テレビアニメ『メイドインアビス』オープニングテーマ                                        |
| 8月23日  | 旅の左手、最果ての右手                                                                                   | リコ（富田美憂）、レグ（伊瀬茉莉也）                                                                                     | 「旅の左手、最果ての右手」                                | テレビアニメ『メイドインアビス』エンディングテーマ                                        |
| 8月23日  | 旅の左手、最果ての右手                                                                                   | リコ（富田美憂）、レグ（伊瀬茉莉也）、ナナチ（井澤詩織）                                                                 | 「旅の左手、最果ての右手」                                | テレビアニメ『メイドインアビス』エンディングテーマ                                        |
| 8月23日  | 旅の左手、最果ての右手                                                                                   | レグ（伊瀬茉莉也） | 「Secret in my heart」                                    | テレビアニメ『メイドインアビス』関連曲                                                    |
| 2018年   | | |                                                           |                                                                                           |
| 1月24日  | スクールガールストライカーズ 〜トゥインクルメロディーズ〜 Melody Collection                              | プロキオン・プディング                                                                                                   | 「Southern Cross」                                        | ゲーム『スクールガールストライカーズ 〜トゥインクルメロディーズ〜』関連曲                 |
| 8月17日  | スクールガールストライカーズ 〜トゥインクルメロディーズ〜 Melody Collection Vol.2                        | プロキオン・プディング                                                                                                   | 「Believe In Yourself」                                   | ゲーム『スクールガールストライカーズ 〜トゥインクルメロディーズ〜』関連曲                 |
| 8月17日  | スクールガールストライカーズ 〜トゥインクルメロディーズ〜 Melody Collection Vol.2                        | 夜木沼伊緒（沢城みゆき）、杏橋天音（伊瀬茉莉也）                                                                         | 「I'll never cry」                                        | ゲーム『スクールガールストライカーズ 〜トゥインクルメロディーズ〜』関連曲                 |
| 8月17日  | スクールガールストライカーズ 〜トゥインクルメロディーズ〜 Melody Collection Vol.2                        | 篠宮明佳里（富永美杜）、美山椿芽（石原夏織）、杏橋天音（伊瀬茉莉也）、不知火ハヅキ（富岡美沙子）、緋ノ宮二穂（木戸衣吹） | 「もしもの私」                                            | ゲーム『スクールガールストライカーズ 〜トゥインクルメロディーズ〜』関連曲                 |
| 9月19日  | ヒミツのカギ、ここたま！/ここたまさがそっ！み〜つっけた♪                                                 | 星ノ川はるか（高橋未奈美）、リボン（水瀬いのり）、ピロー（伊瀬茉莉也）、ちゃこ（岩井映美里）                             | 「ヒミツのカギ、ここたま！」                              | テレビアニメ『キラキラハッピー★ ひらけ！ここたま』オープニングテーマ                      |
| 2019年   | | |                                                           |                                                                                           |
| 6月12日  | Fate/kaleid liner Prisma☆Illya プリズマ☆ファンタズム 音楽集                                              | 穂群原学園小等部のみんな                                                                                                 | 「カレイド☆フェスティバル！」                             | OVA『Fate/kaleid liner Prisma☆Illya プリズマ☆ファンタズム』オープニングテーマ             |
| 2022年   | | |                                                           |                                                                                           |
| 1月19日  | Clock over ORQUESTA First season BATTLE Vol.08 音葉五百助【risoluto － リゾルート －】                   | 音葉五百助（野田てつろう、伊瀬茉莉也）                                                                                   | 「STOIC」                                                 | 『Clock over ORQUESTA』関連曲                                                             |
| 1月19日  | Clock over ORQUESTA First season BATTLE Vol.08 音葉五百助【risoluto － リゾルート －】                   | 音葉五百助（伊瀬茉莉也）                                                                                                 | 「五光（Never↓and ver.）」                                | 『Clock over ORQUESTA』関連曲                                                             |
| 4月27日  | 明日ちゃんのセーラー服 BD / DVD 第1巻完全生産限定版特典CD                                                | 蠟梅学園中等部1年3組 | 「はじまりのセツナ」                                      | テレビアニメ『明日ちゃんのセーラー服』オープニングテーマ                                  |
| 2023年   | | |                                                           |                                                                                           |
| 12月6日  | キボウノチカラ〜オトナプリキュア'23〜エンディングテーマソングシングル                                    | 春日野うらら（伊瀬茉莉也）                                                                                               | 「夢でいっぱい」                                          | テレビアニメ『キボウノチカラ〜オトナプリキュア'23〜』挿入歌                               |
| 12月6日  | キボウノチカラ〜オトナプリキュア'23〜エンディングテーマソングシングル                                    | 春日野うらら（伊瀬茉莉也）                                                                                               | 「夢でいっぱい 〜Acoustic Ver.〜」                        | テレビアニメ『キボウノチカラ〜オトナプリキュア'23〜』関連曲                               |
| 2024年   | | |                                                           |                                                                                           |
| 6月26日  | 命題と偶像                                                                                               | 不破シズク（伊瀬茉莉也）                                                                                                 | 「後ろ倣え」                                              | ゲーム『De:Lithe Last Memories』関連曲                                                    |

### その他参加楽曲
| 発売日         | 商品名                                                   | 歌                           | 楽曲 | 備考                                                          |
| -------------- | -------------------------------------------------------- | ---------------------------- | --- | ------------------------------------------------------------- |
| 2007年10月3日  | 百歌声爛 女性声優編                                      | 伊瀬茉莉也                   | 「ラムのラブソング」〜 「残酷な天使のテーゼ」〜 「微笑みの爆弾」〜 「やさしさに包まれたなら」〜 「ウィーアー!」〜 「君をのせて」〜 「ムーンライト伝説」〜 「タッチ」〜 「アンパンマンのマーチ」〜 「DANCE!おジャ魔女」 |                                                               |
| 2010年12月29日 | Panty & Stocking with Garterbelt The Original Soundtrack | TCY FORCE feat. Mariya Ise   | 「CHOCOLAT」 | テレビアニメ『パンティ&ストッキングwithガーターベルト』挿入歌 |
| 2013年1月9日   | REASON（HUNTER×HUNTER Ver.）                             | 潘めぐみ、伊瀬茉莉也、平野綾 | 「流れ星☆キラリ」 | テレビアニメ『HUNTER×HUNTER』関連曲                           |

## 出版

### 写真集
- 伊瀬茉莉也1st写真集 Actually（2023年9月25日、発行：イマジカインフォス、発売：主婦の友社）[333] ISBN 978-4-07-455367-9

### 雑誌掲載
- 伊瀬茉莉也のAnime Creators File（2024年10月号[334] - 、声優グランプリ）